# Chorizema trigonum
Chorizema trigonum är en ärtväxtart som beskrevs av Porphir Kiril Nicolai Stepanowitsch Turczaninow. Chorizema trigonum ingår i släktet Chorizema och familjen ärtväxter. Inga underarter finns listade i Catalogue of Life.